# Élections municipales sud-africaines de 2000
Les élections municipales sud-africaines de décembre 2000 sont les premières élections organisées en Afrique du Sud après la réorganisation des pouvoirs locaux formalisés par la Municipal Demarcation Act de 1998. Elles se concrétisent par la nette victoire du Congrès national africain dans 7 des 9 provinces. 

## De nouvelles structures municipales
Le Municipal Demarcation Act de 1998 établit un nouveau système de gouvernements locaux en Afrique du Sud visant à rendre les nouvelles municipalités financièrement autonomes et politiquement renforcées. L'ancienne organisation municipale des territoires est ainsi profondément modifié afin d’amalgamer définitivement les anciennes structures blanches avec les townships et avec les anciens bantoustans. Le redécoupage des frontières municipales fait chuter de 843 à 284 le nombre de municipalités, réparties en trois catégories :
– les municipalités de catégorie A : qui bénéficient d'une autorité exécutive et législative exclusive dans leur juridiction. Ce sont les six grandes municipalités métropolitaines que sont Johannesbourg, Tshwane (incluant la capitale, Pretoria), Ekurhuleni (East Rand), Le Cap, eThekwini (Durban), la métropole de la baie Nelson-Mandela (le grand Port Elizabeth);
– les municipalités de catégorie B : qui partagent leur autorité exécutive et législative avec une municipalité de catégorie C dans la juridiction de laquelle elle se trouve. Ce sont les 232 municipalités locales, de premier niveau ;
– les municipalités de catégorie C : qui ont une autorité exécutive et législative dans une juridiction qui inclut plus d'une municipalité. Ce sont les 41 municipalités de district.
La forme institutionnelle et le cadre de fonctionnement de ces municipalités ont été précisés dans deux autres textes que sont le Municipal Structures Act de 1998 et le Municipal System Act de 2000. Dorénavant, les municipalités sont dirigés par un maire aux pouvoirs exécutifs dont les pouvoirs et compétences, du moins dans les métropoles, rivalisent avec ceux des premiers ministres provinciaux.

## Taux de participation
Le taux de participation est de 48,08 % pour 18,4 millions d'électeurs inscrits. 

## Résultats généraux des élections du 5 décembre 2000
Le Congrès national africain (ANC, au pouvoir) remporte 59,38 % des voix et 170 municipalités contre 22,12 % des voix et 18 municipalités à la nouvelle Alliance démocratique (DA), formée en juin 2000 par le Parti démocratique et le Nouveau Parti national. L'Inkatha Freedom Party (à dominante zouloue) obtient pour sa part 9,14 % des voix et remporte 36 municipalités, essentiellement dans le KwaZulu-Natal. 

Enfin, le Mouvement démocratique uni recueille 2,55 % des suffrages et ne remporte qu'une seule municipalité (Umtata). 

Les autres petits partis réalisent rarement localement plus de 2 % des suffrages. À Orania, le front de la liberté s'impose sans surprise.  
Au total, 70 % des municipalités du pays sont contrôlées par l'ANC. Des six métropoles, l'ANC en remporte quatre à la majorité absolue : Tshwane, East Rand, Johannesbourg et Nelson-Mandela. Elle arrive en tête à Durban avec 47 % des voix. Le Cap lui échappe et demeure dans l'escarcelle de la DA.  
Dans douze municipalités, aucune majorité absolue ne s'est dégagée obligeant les partis à s'allier. La DA et l'ANC sont à égalité en nombre de sièges à Witzenberg, Breede Valley (Worcester), Theewaterskloof (Caledon), Swellendam/Barrydale, Kannaland (Ladismith) et Laingsburg. 
| Parti                             | Résultat en % |
| --------------------------------- | ------------- |
| Congrès national africain         | 59,4 %        |
| Alliance démocratique             | 22,1 %        |
| Inkatha Freedom Party             | 9,1 %         |
| Mouvement démocratique uni        | 2,6 %         |
| Parti chrétien-démocrate africain | 1,3 %         |
| Congrès panafricain d'Azanie      | 1,2 %         |
| Parti chrétien-démocrate unifié   | 1,0 %         |
| Minority Front                    | 0,3 %         |
| Azanian People's Organisation     | 0,3 %         |
| Front de la liberté               | 0,1 %         |
| Autres                            | 2,6 %         |

### La victoire nationale de l'ANC
En dehors du Cap-Occidental et du KwaZulu-Natal, la victoire de l'ANC est globalement triomphale. Dans la métropole de la baie Nelson-Mandela (grand Port Elizabeth), l'ANC remporte 66 % des voix contre 28,7 % à la DA. À Kimberley, elle s'impose de justesse avec 50,7 % des suffrages contre 48,6 % à la DA. À Mangaung (Bloemfontein, Thaba 'Nchu et Botshabelo), l'ANC s'impose avec 70 % des votes contre 21 % à la DA.

### Un bon score pour l'Alliance démocratique (DA)
Nouvelle formation, l'alliance démocratique fait mieux que la conjonction des scores du parti démocratique et du nouveau parti national aux élections générales sud-africaines de 1999. À Johannesbourg, la DA réalise de bons scores (15 % dans le centre-ville) et perce dans les townships noires et pauvres de la périphérie (8 % à Diepsloot, 6 % à Diepkloof, un quartier de Soweto, 8,3 % dans un quartier d'Alexandra). À Durban (est), elle passe de 19,9 % lors des élections générales de 1999 à 26,9 % grâce au vote de la population d'origine indienne, remportant les cinq sièges de Phoenix et quatre sièges sur cinq à Chatsworth, les deux principales townships indienne. 
La DA remporte notamment quinze municipalités dans le Cap-Occidental (cinq pour l'ANC) dont Le Cap (53,13 % des voix contre 38,07 % à l'ANC), Stellenbosch, Drakenstein et Kannaland.

### La résistance de l'Inkhata au KwaZulu-Natal
L'Inkatha Freedom Party garde son avantage électoral dans les zones rurales du KwaZulu-Natal, remportant la moitié de suffrages exprimés au niveau de la province et notamment 30 des 50 districts municipaux.

## Sources